# NGC 3109
NGC 3109 (hay còn gọi bằng những cái tên khác là UGCA 194, PGC, 29128, h 3221, GC 2003) là tên của một thiên hà vô định hình hoặc là loại thiên hà xoắn ốc loại Magellanic. Bằng cách phương pháp xác định khoảng cách, nó cách 4,2 triệu năm ánh sáng ở chòm sao Trường Xà. NGC 3109 được tin là có sự tương tác với một thiên hà lùn, vô định hình tên là Antlia Dwarf. Vào ngày 24 tháng 3 năm 1835, thiên hà này được John Herschel phát hiện trong khi ông đang ở nơi mà ngày nay là Nam Phi.

## Kích thước và hình thái
NGC 3109 được phân loại là một thiên hà vô định hình kiểu Magellanic. Tuy nhiên trên thực tế, nó có thể là một thiên hà xoắn ốc có kích thước nhỏ. Và nếu là thiên hà xoắn ốc, nó có thể là thiên hà nhỏ nhất trong nhóm các thiên hà lân cận Ngân Hà. Khối lượng của nó thì khoảng 2.3×109 lần khối lượng mặt trời, và khoảng 20% là hydro trung tính. Đỉnh trên của nó thì quay về hướng chúng ta nhìn và có lẽ có chứa đĩa và hào quang thiên hà. Đĩa thì được cấu thành từ những ngôi sao với mọi độ tuổi, tuy nhiên phần hào quang thì khác, nó chỉ chứa những ngôi sao già và có độ kim loại cao. Ngc 3109 thì không có hạt nhân.
Từ phương pháp xác định nguyên tử hydro trung tính trong thiên hà, ta có thể thấy được rằng phần đĩa của nó bị biến dạng.

## Dữ liệu hiện tại
Theo như quan sát, đây là thiên hà thuộc chòm sao Trường Xà. Và dưới đây là một số dữ liệu khác:
Xích kinh 10h 03m 06.9s
Độ nghiêng −26° 09′ 34″
Dịch chuyển đỏ (Redshift) 403 ± 1 km/s
Khoảng cách 4.3 ± 0.3 triệu năm ánh sáng (1.33 ± 0.08 Mpc)
Độ lớn biểu kiến 10.4
Loại thiên hà SB(s)m
Kích thước biểu kiến 19′.1 × 3′.7